# Klaus Nomi
Klaus Nomi (* 24. Januar 1944 in Immenstadt im Allgäu; † 6. August 1983 in New York; bürgerlich Klaus Sperber) war ein im Bereich der Popmusik tätiger deutscher Countertenor. 

## Leben
Klaus Sperber wurde in Immenstadt geboren und wuchs in Ratholz auf. Seine Mutter war kriegsbedingt aus Essen geflohen. Als er vier Jahre alt war, zogen sie nach Langschede, später zurück nach Essen. Sperber interessierte sich, inspiriert durch die Musik im Elternhaus, schon als Jugendlicher für Opern- und Popmusik und entdeckte sein Talent als Opernsänger. Anfänglich scheiterten alle Versuche, als solcher Fuß zu fassen, und so erlernte er den Beruf des Konditors. Er arbeitete daneben als Statist an den Essener Bühnen und absolvierte danach seine Gesangsausbildung in Berlin, wo er an der Deutschen Oper nebenbei als Platzanweiser arbeitete. Zu dieser Zeit sang er auch Opernmelodien und Arien im Berliner Nachtclub Kleist-Kasino. Obwohl er einige Semester an einer Musikhochschule studierte, wurde er von keinem Theater angenommen.
1973 zog Sperber nach New York, das damals als Mekka der Kreativszene galt. Dort bewegte er sich in den Künstlerkreisen des East Village in Manhattan. In den ersten Jahren schlug er sich mit Aushilfsjobs durch und eröffnete später eine Konditorei, mit der er unter anderem das Guggenheim Museum mit Linzer Torte und Zitronenkuchen belieferte. Parallel ließ er seine Stimme (Tenor) von Ira Siff zum Kontertenor ausbilden. Sperber nahm um diese Zeit den Künstlernamen Klaus Nomi an, der vom Titel der Science-Fiction-Zeitschrift Omni inspiriert ist. Er trat auf Kellerbühnen auf und entwickelte sich mit seinem außergewöhnlichen Auftreten und Talent zu einer Underground-Attraktion.
1978 wurde David Bowie auf ihn aufmerksam und engagierte ihn 1979 gemeinsam mit Joey Arias als Backgroundsänger für einen Auftritt bei der NBC-Show Saturday Night Live, was für Nomi einen Durchbruch zur Popwelt bedeutete und ihm zu einem Plattenvertrag verhalf. Als „singender Konditor“ wurde er zu einigen Fernsehshows eingeladen. Eine Zeit lang lebte Nomi mit dem Filmemacher Rosa von Praunheim in der Lower East Side zusammen.
Ab 1979 war Nomi zusammen mit Walter Steding, Debbie Harry, Chris Stein und Jean-Michel Basquiat, mit dem er auch eine kurze Affäre hatte, regelmäßiger TV-Party-Gast, einer wöchentlich ausgestrahlten Underground-Punk-Rock-Show mit Glenn O’Brien, dem Musikkritiker des Magazins Interview. Durch O’Brien lernte er Andy Warhol kennen. 
Die Eigenkomposition Keys of Life, seine erste Single, erschien 1980. Zu Beginn der 1980er Jahre hatte Nomi seinen ersten Auftritt im deutschen Fernsehen, in der Show Bio’s Bahnhof. Etwa 1982 wurde bei Nomi HIV – damals noch nahezu unbekannt – diagnostiziert. Ende des Jahres unternahm er eine kleine Tournee durch Europa und trat dabei mit seiner Interpretation der Arie Oh What Power Art Thou (Cold Song) aus der Oper King Arthur von Henry Purcell auch bei Eberhard Schoeners Klassik-Rock-Nacht in München und mit seinem Lied Total Eclipse in Thomas Gottschalks erster Na sowas!-Sendung auf.
Klaus Nomi starb am 6. August 1983 im Memorial Sloan-Kettering Cancer Center an den Folgen seiner HIV-Infektion. Er gilt als eines der ersten prominenten AIDS-Opfer. Seine Asche wurde über New York verstreut.

## Musikalischer Stil und Image
Nomis musikalischer Stil ist eine Mischung aus New Wave im Stil der Sparks und Oper. Sein Repertoire umfasste unterschiedliche Musikgattungen und -stile. Neben Eigenkompositionen (z. B. Keys of Life) und Stücken, die aus dem künstlerischen Dunstkreis des Dada stammen (u. a. Total Eclipse und Simple Man von Kristian Hoffman), die stark vom New Wave beeinflusst waren, interpretierte Nomi vor allem bekannte Pop-Songs (Chubby Checkers The Twist, Marlene Dietrichs Falling In Love Again / Ich bin von Kopf bis Fuß auf Liebe eingestellt) und Opernarien (beispielsweise Henry Purcells Death und Cold Song, Saint-Saëns Samson and Delilah). Seine einzige veröffentlichte rein deutschsprachige Single ist Der Nußbaum von Robert Schumann.
Seine Bühnenshow war retro-futuristisch an Science-Fiction-Visionen der 1920er-Jahre (v. a. Metropolis) ausgerichtet; weiß geschminktes Gesicht (Kabuki-Maske) mit schwarzen Lippen, ergänzt durch kubistische Kleidungsstücke und Frisuren waren sein Markenzeichen. Der Countertenor-Gesang war bis dato zwar bekannt, nicht jedoch im Pop-Zusammenhang. Seine stilistische Ausrichtung erinnert dabei in vielerlei Hinsicht an Peter Gabriel und David Bowie, die ähnlich wegweisend in dieser Musikepoche gewesen sind. Besonders typisch für Klaus Nomi waren seine roboterhaften Bewegungen auf der Bühne sowie ein übertrieben harter deutscher Akzent beim Vortrag der englischsprachigen Titel.
Nomi erhielt in Frankreich für seine Alben Keys of Live und Song jeweils eine Goldene Schallplatte.

## Diskografie

### Alben
- CD und LP Klaus Nomi, 1981
- CD und LP Simple Man, 1982
- CD und LP Encore, 1983 (posthum)
- CD Collection, 1991 (posthum)
- CD Klaus Nomi, 1994 (posthum)
- CD Eclipsed, (posthum)
- CD Zabakdaz, (posthum 2008, auch The unfinished Opera genannt, enthält Demos und Fragmente einer Oper, die von George Elliott und Page Wood aufgearbeitet wurden)
- Live-LP In Concert, 1986 (posthum)
- Ses 20 Plus Belles Chansons, 1994 (posthum)

## Tribute
Für den im November 1983 veröffentlichten französischen Spielfilm Auf das, was wir lieben wurde Klaus Nomis Interpretation des Cold Song als Filmmusik verwendet.
Olga Neuwirth arrangierte 1998 unter dem Titel Hommage à Klaus Nomi vier Lieder für Countertenor und kleines Ensemble, diese wurden auf den Salzburger Festspielen uraufgeführt. Fünf weitere Songs von Neuwirth nach Nomi wurden 2008 beim Festival Märzmusik im Rahmen der Berliner Festspiele präsentiert. 2009 folgte eine Fassung für Kammerorchester mit insgesamt elf Liedern, die von Jochen Kowalski und dem Radio-Symphonieorchester Wien uraufgeführt wurde.
Im Jahr 2001 veröffentlichte die deutsche Band Rosenstolz zusammen mit Marc Almond eine Coverversion von Nomis Stück Total Eclipse und erreichte damit Platz 22 in den deutschen Charts.
Andreas Scholl widmete Klaus Nomi seine Version der durch Nomi als Cold Song bekannt gewordenen Arie What power art thou aus King Arthur von Henry Purcell.
Die Staatsoper Unter den Linden in Berlin inszenierte in der Spielzeit 2023/2024 unter dem Titel „Don't You Nomi?“ eine Mischung aus Schauspiel, Oper und Performance zu Klaus Nomis Leben und Sterben. Verschiedene Lieder von Klaus Nomi wurden dabei vom deutschen Countertenor Nils Wanderer interpretiert.
Seit 2024 vergibt das Kulturamt der Stadt Essen, die Lebensmittelpunkt der Familie Klaus Nomis war, den „Nomi“. Dieser Preis wird in Anerkennung queerer Kultur aus und für Essen anlassbezogen in allen Kultursparten vergeben.

## Film
- The Nomi Song. 2004, Dokumentarfilm von Andrew Horn. Gewinner des Teddy Awards der Internationalen Filmfestspiele Berlin als bester Dokumentarfilm, 2004.[14][15]